# Burton Salmon
Burton Salmon – wieś w Anglii, w hrabstwie North Yorkshire, w dystrykcie (unitary authority) North Yorkshire. Leży 27 km na południowy zachód od miasta York i 260 km na północ od Londynu.